# Tarzán el rey de la selva
Tarzán el rey de la selva (título original "Tarzan lord of the jungle") es una serie animada producida por la compañía Filmation y puesta al aire los sábados a la mañana por la cadena CBS a partir de 1976. Contó con un total de 36 episodios producidos a lo largo de 4 temporadas. Esta serie de animación constituyó la primera dedicada al personaje de Tarzán  hasta varias décadas después donde Disney haría su propia serie sobre el hombre mono

## Narración de apertura
"La selva donde yo nací y esta es la cabaña donde mis padres murieron cuando yo era un bebé. Hubiera muerto si no hubiera sido encontrado por una cariñosa gorila de nombre Kala. Ella me adoptó como su hijo y me enseñó a sobrevivir en la selva. Aprendí rápidamente y cada día me hice más fuerte. Ahora cuento con la amistad y confianza de todos los animales de la selva. La selva es un sitio bellísimo y peligroso. Sus ciudades perdidas están llenas de secretos y de maldad. Estos son mis dominos, yo protejo a todos los que viven aquí porque yo soy Tarzán el rey de la selva".

## La historia
En muchos sentidos, la serie es la más fiel de todas las adaptaciones que Tarzán de Edgar Rice Burroughs ha tenido tanto en el cine como en la televisión y presenta una serie de ciudades perdidas características de las novelas originales. La animación incluyó al igual que otras series de Filmation, el uso frecuente de rotoscopía basándose en el trabajo del artista favorito de Burrough, el dibujante Burne Hogarth.
En esta versión televisiva Tarzán es presentado como un joven inteligente y bien hablado, diferente de lo que se había visto en las interpretaciones de actores como las de Johnny Weissmüller con el léxico "Yo Tarzán ...tu Jane" al igual que en muchas otras películas. Su compañero permanente  es N'kima el pequeño mono, como en las novelas (" Cheeta " el chimpancé fue creación de productores de películas). En la animación se utiliza gran parte del lenguaje mangani de Burroughs (aunque algunas de las palabras utilizadas se inventaron presumiblemente para el programa).
El primer episodio emitido fue una adaptación de la novela Tarzán y la ciudad de oro.

### Producción
Para esta exégesis de Tarzán la compañía Filmation hizo un uso profundo de la rotoscopía para lograr movimientos estilizados y armónicos. También destacaron, al igual que en otras series de la misma compañía, los escenarios donde se desenvuelve la acción, luciendo los tapices selváticos profundos y realistas. A su vez la música de fondo que acompaña los distintos momentos de cada uno de los episodios, le brindaron a la animación un carácter exótico que conjuntamente con el resto de la producción hicieron que la serie se situase por encima del promedio en ese entonces.
Luego de la primera temporada en solitario, Tarzán tuvo una segunda temporada en 1977 conjuntamente con el personaje de Batman en un programa llamado "La hora de Tarzán - Batman" donde se ofrecía un capítulo de cada personaje. En el año siguiente en 1978 Tarzán tuvo una tercera temporada, esta vez titulada "Tarzán y los Super 7" consistiendo el programa en un nuevo episodio de Tarzán y otro de un grupo de superhéroes denominados Super 7. Para 1980 Tarzán es emparejado junto a una nueva serie animada del Llanero Solitario en un nuevo ciclo de una hora que constituyó la cuarta temporada de Tarzán, mientras que para 1981 y 1982 los capítulos anteriores producidos por Filmation sobre el hombre mono, fueron combinados en un programa junto al Llanero Solitario y a al propio serial de la compañía sobre el personaje de El Zorro en lo que se denominó "La hora de la aventura de Tarzán, el Llanero Solitario y el Zorro". 

### Características del personaje
Al igual que en las películas o cómics, el Tarzán de Filmation se caracteriza por poseer una gran agilidad y fuerza a un nivel casi sobrehumano y frecuentemente se lo ve doblando los barrotes de las jaulas donde pretenden tenerlo cautivo sus enemigos, rompiendo ligaduras, grilletes o incluso combatiendo a animales como panteras y cocodrilos. A diferencia de las homónimas presentaciones en otros medios donde Tarzás hace uso de una parafernalia de armas rústicas la compañía evidentemente adaptó su serial al público infantil, reduciendo el nivel de violencia  y no se ve a Tarzán portando cuchillos, arcos y flechas o lanzas o matando animales ni siquiera para alimentarse (frecuentemente es visto beviendo agua de arroyos o ríos o comiendo fruta de los árboles) e incluso ante todo trata de solucionar los conflictos hablando sin agredir físicamente a sus adversarios. Ante la ineludible confrontación física que puede llegar a tener conntra rivales humanos como Phobeg, el campeón de Zandor o algún gorila del clan de los Manganis (adaptados de las novelas de Burroughs) Tarzán suele eludirlos mediante tomas con llaves de manos, saltos mortales, simplemente esquivando y dejándolos pasar en sus embestidas o de ser apresado por detrás en un presunto abrazo de oso busca de alcanzar alguna rama o mástil donde aferrarse con sus piernas, cruzando con fuerza sus pies descalzos para usarlos de apoyo como si fuesen barras de destreza y arrojar desde allí arriba a sus rivales. Ese estilo de combate puede verse una y otra vez en episodios como  "Tarzán y la Ciudad de Oro" o "Tarzán y Jane" (único capítulo donde aparece su futuro interés amoroso).

## Personajes
- Tarzán (con la voz de Robert Ridgely en la versión original y la de Blas García en el doblaje latino ) - Es el protagonista principal de la serie.[7]
- N'kima (voz de Lou Scheimer): el compañero manu ( mono ) deTarzán.
- Jad-bal-ja : un león de pelaje dorado y melena oscura criado y entrenado por Tarzán.
- Tantor : es el nombre genérico de los elefantes africanos que son amigos de Tarzán y que también acudirán en su ayuda si los invoca con su grito.
- Reina Nemone (con la voz de Joan Gerber en las primeras apariciones y luego Hettie Lynn Hurtes en la tercera aparición): es la gobernante de Zandor que ha tenido encuentros con Tarzán y se siente atraída por él
- Tomos (doblado en la serie por Alan Oppenheimer )  es el primer ministro de la reina Nemone que cumple sus órdenes.
- Belthar : el león mascota de la reina Nemone.
- Phobeg (con la voz de Ted Cassidy en las primeras apariciones y Alan Oppenheimer en la tercera aparición): llamado el hombre más fuerte de Zandor y miembro de la Guardia Real de Zandor . En la primera aparición de Phobeg, Tarzán debe luchar contra él en un torneo. Tarzán logró derrotarlo y Phobeg más tarde los libera a él y a Thia. Desde entonces, Phobeg sigue siendo un aliado secreto de Tarzán en lo que respecta a los complots que elabora la reina Nemone. En "Tarzán y el ladrón de almas", se muestra que Phobeg tiene un hijo llamado Tiborgh que ayuda a su padre a trabajar en la Guardia Real de Zandor.
- Jane Porter (voz de Linda Gary en la versión norteamericana[17] y Tena Curiel en el doblaje latino):  es el interés amoroso de Tarzán en las novelas originales; solo apareció una vez durante la serie de Filmation específicamente en el episodio "Tarzán y Jane", ella y su padre formaron parte de una expedición arqueológica en busca de la ciudad perdida de Cowloon y fueron acompañados de regreso a la civilización por Tarzán.

### Otros animales
Casi todos los demás animales son mencionados usando el lenguaje de los Manganis, con nombres que Tarzán conoce a través de ellos.
- Argus – Un águila gigante
- Bazansi – Una araña
- Bolgani – Un gorila
- Dimetrodon –Un reptil prehistórico
- Duro – Un hipopótamo
- Gimla – Un cocodrilo
- Gordo – un saurópodo acuático
- Histah – Una pitón africana
- Nita – Un halcón
- Numa – Un león
- Sabor – Una leona
- Sheeta – Un felino de la jungla
- Tandor - Un mamut
- Tangani – Un babuino
- Tarbogani – Un gorila blanco
- Tar-Sheeta – Un tigre blanco
- Zabor - Una especie de Tiranosurio
- Zupisa – Una gran ballena[18][19]

## El grito de Tarzán
En la franquicia animada de Filmation, mientras que la voz del personaje protagonista en su versión original fue doblada por el actor Robert Ridgely, el grito característico de Tarzán fue realizado por Danton Burroughs, nieto del escritor Edgar Rice Burroughs, y puede ser escuchado en cada episodio durante la apertura del programa al igual que cuando Tarzán llama en ayuda a los animales de la selva o cuando obtiene la victoria en un combate.